# Робиллар, Стив
Стив Робиллар (фр. Steve Robillard; род.23 июня 1984 года в Монреале, провинция Квебек) — канадский конькобежец, специализирующаяся в шорт-треке. Двукратный чемпион мира.

## Спортивная карьера
Стив начал кататься на коньках в возрасте 3-х лет. Впервые участвовал на юниорском чемпионат мира в 2000 году и сразу выиграл золотую медаль на дистанции 1500 м,  а в многоборье занял 5-е место. В октябре 2001 года он установил 2 рекорда мира сразу, сначала на 1500 м с результатом 2'15"383 с, побив рекорд своего соотечественника Эрика Бедара, а затем на 1000 м со временем 1'25"985, улучшив на секунду предыдущий результат. На следующий год на очередном чемпионате мира среди юниоров в Чхунчхоне Стив выиграл три серебра на 1000, 1500 метров и в эстафете, а в общем зачёте стал 4-м. Он ещё в четвёртый раз принимал участие на юниорах и в 2003 году взял бронзу в эстафете.
В сезоне 2003/04 годов на этапе Кубке мира в Бормио Стив выиграл свои первые серебряные медали на 1000 и 3000 метров, а также золото  в эстафете, в общем зачёте стал третьим. В марте участвовал на командном чемпионате мира в Санкт-Петербурге и завоевал свое первое серебро вместе с  Жан-Франсуа Монетт,  Шарлем Амленом, Матье Тюркоттом и  Джонатаном Гильметтом. На командном чемпионате мира в Чхунчхоне он стал чемпионом мира, выиграв в команде с  Амленом,  Тюркоттом, Франсуа-Луи Трамбле, Эриком Бедаром, и сразу же выиграл золотую медаль на чемпионате мира в Пекине выиграв в эстафете в том же составе, что и неделей раньше. На Кубке мира сезона 2005 года он выиграл две золотых, пять серебряных и пять бронзовых наград как индивидуально, так и в эстафетах. В 2008 году Стив выступал в своём последнем сезоне на чемпионате мира в Харбине среди команд и вновь выиграл серебряную медаль. На Кубке мира выиграл серебряную и бронзовую медали в эстафетах. Он завершил карьеру в 2008 году.

## После спорта
Стив после ухода из спорта работал тренером в конькобежном клубе Торонто. В 2011 году был знаменосцем на открытии Панамериканских игр в Гвадалахаре.